# Беличица
Беличица (изписване до 1945 Бѣличица, на македонска литературна норма: Беличица; на албански: Beliçica) е село в Северна Македония, в община Маврово и Ростуше.

## География
Селото е разположено в областта Горна Река високо в северните поли на планината Чаушица над пролома на Мавровската река между Чаушица и Ничпурската планина.

## История
В началото на XIX век Беличица подобно на останалите села в Горна река е в активен процес на албанизация. В поменика на Бигорския манастир са споменати много поклонници от Беличица с български имена - Цветко, Милица, Ело, Стрезо, Доико, Стойно, Спасенъ, Цвето, Змейко, Новак. В 1852 година жители на Беличица подкрепят издаването на „Утешение грешним“ на Кирил Пейчинович, а в 1852 година поп Христо от Беличица подкрепя финансово издаването на „Житие св. Григоря Архепископа Омирйтскаго“. Алексий Пенчов от Беличица в 1879 година е участник в Кресненско-Разложкото въстание в четата на Георги Пулевски.
В края на XIX век Беличица е православно албанско село в Реканска каза на Османската империя. В „Етнография на вилаетите Адрианопол, Монастир и Салоника“, издадена в Константинопол в 1878 година и отразяваща статистиката на населението от 1873 година, Беличица (Bélitchitza) е посочено като село със 100 домакинства, като жителите му са 334 албанци православни.
Според статистиката на Васил Кънчов („Македония. Етнография и статистика“) в 1900 година Беличица има 450 жители арнаути християни. Цялото население на селото говори добре и български, но домашният език е арнаутски.
На Етнографската карта на Битолския вилает на Картографския институт в София от 1901 година Белчища е чисто албанско православно село в Реканската каза на Дебърския санджак със 73 къщи.
Според митрополит Поликарп Дебърски и Велешки в 1904 година в Беличица има 60 сръбски къщи. По данни на секретаря на Българската екзархия Димитър Мишев („La Macédoine et sa Population Chrétienne“) в 1905 година християнското население на Беличица се състои от 438 албанци и в селото работи българско училище.
Беличица остава единственото християнско горнореканско село, в което част от жителите не се поддават на сръбската пропаганда и не стават патриаршисти сърбомани. Според статистика на вестник „Дебърски глас“ в 1911 година в Беличица има 36 албански екзархийски и 30 албански патриаршистки къщи. В селото работи сръбско училище с 1 учител и 15 ученици.
След Междусъюзническата война селото попада в Сърбия.
На етническата си карта на Северозападна Македония в 1929 година Афанасий Селишчев отбелязва Беличица като албанско село.
На 19 септември 1944 година част на Бали Комбътар се сражава с комунистически партизани от Трети титовски отряд, които защитават Беличица и след падането на селото избива 17 души и го запалва в така нареченото Беличенско клане.
Според преброяването от 2002 година Беличица има 4 жители северномакедонци.
| Националност     | Всичко |
| северномакедонци | 4      |
| албанци          | 0      |
| турци            | 0      |
| цигани           | 0      |
| власи            | 0      |
| сърби            | 0      |
| бошняци          | 0      |
| други            | 0      |

## Личности
Родени в Беличица
- Младен Дилевски (1934 – 1997), поет от Северна Македония
- Живко Брайковски (1917 – 1963), югославски партизанин
- Филип Брайковски (1924 – 2001), югославски политик, член на Изпълнителния съвет на СРМ
- Аризан Несторовски, югославски партизанин, политик, удбаш

Починали в Беличица
- Гоце Стойчевски (1919 – 1944), югославски партизанин
- Джемаил Хасани Джемо (1908 – 1945), албански революционер, ръководител на Бали Комбетар в Гостиварско
- Тодор Циповски (1920 – 1944), югославски партизанин

Други
- Матея Матевски (1929 – 2018), поет от Северна Македония, по произход от Беличица